# Kolczuga

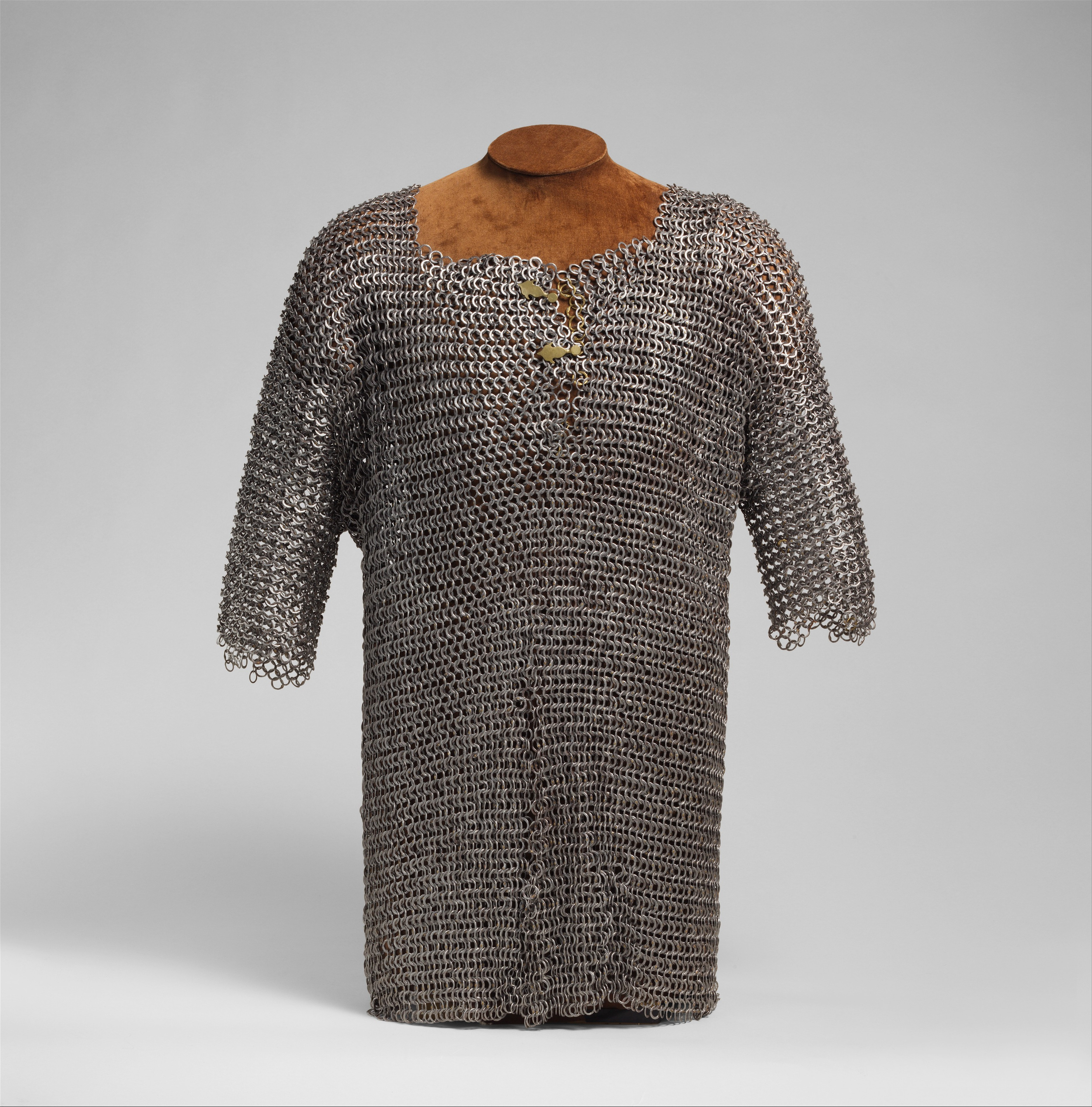
Kolczuga

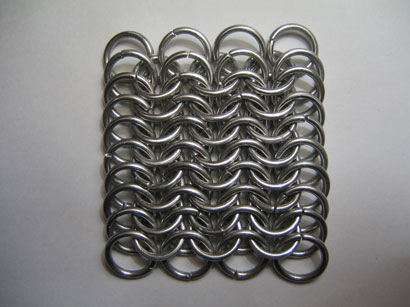
Jeden ze sposobów splatania kolczugi

Kolczuga (pancerz kolczy, zbroja kolcza) – rodzaj zbroi wykonanej z plecionki kolczej (zespołu drobnych najczęściej stalowych kółek, połączonych w gęsty splot).

## Konstrukcja
Kolczuga ma zazwyczaj postać koszulki z rękawami (niekiedy z kapturem) często długiej, osłaniającej uda, a nawet kolana. Sporządzona jest z kilkunastu tysięcy małych kółek metalowych zazwyczaj o średnicy 5-15 mm (czasem nawet o średnicy do 50 mm), splatanych w taki sposób, aby łączyły się z kilkoma sąsiednimi. Kółka tworzono z drutu, nawijanego na pręt odpowiedniej średnicy, zaś końce rozpłaszczano i nitowano lub zgrzewano. W różnych epokach stosowano nieco zmodyfikowane sposoby wyrobu kolczug.
Masa pełnej kolczugi nitowanej, ze zintegrowanym kapturem i rękawicami, rzadko przekraczała 13 kilogramów.
Ze względu na krój kolczugi można podzielić na trzy podstawowe typy:
- krój rzymski – najpopularniejszy krój kolczugi, mający postać tuniki, podtrzymywanej pasem przenoszącym ciężar z barków na biodra. Większość (jeśli nie całość) kolczug europejskich z okresu średniowiecza opartych było na tym kroju.
- krój celtycki – z charakterystyczną "kurtynką" na ramionach. Kolczug takich używały we wczesnym średniowieczu ludy pochodzenia celtyckiego, a także niektóre plemiona germańskie.
- krój grecki – mający postać koszulki kolczej, spinanej na ramionach i po bokach mosiężnymi klamrami; przeważający wśród wojowników bizantyjskich.

## Historia

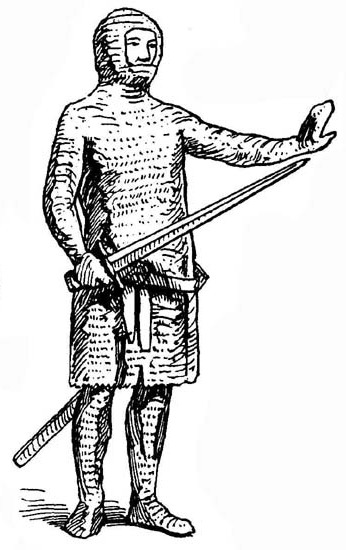
Pełna zbroja kolcza

Kolczugi używano już w starożytności, kiedy prócz Celtów, wykorzystywali ją także Rzymianie (tzw. lorica hamata) oraz Persowie. Stanowiła wtedy jeden z podstawowych typów zbroi. W Polsce pojawiła się już w IX w. Używali jej pancerni z drużyny książęcej Mieszka I.
Średniowieczna kolczuga europejska występowała w wielu odmianach, zaś jej forma znacznie ewoluowała na przestrzeni dziejów.
- IX-XI wiek: forma tuniki sięgającej poza kolana, rękawy do łokci, kaptur i nogawice; występują trzy rozcięcia - z przodu i tyłu, ułatwiające dosiadanie konia, oraz z lewej strony, umożliwiające dobywanie miecza;
- XI wiek: kolczuga ulega wydłużeniu, poły sięgają do połowy łydki, a stosunkowo długie rozcięcie z przodu i z tyłu ułatwia dosiadanie konia;
- XII wiek: zaczęto stosować kolczugi o długich rękawach zakończonych rękawicami; jako ochrona nóg zaczynają być w użyciu nogawice kolcze. Występuje często także kolczy kołnierz okalający szyję, ramiona, łopatki i górną część torsu;
- Druga połowa XIII wieku: kaptury kolcze stanowią oddzielny element kolczugi mocowany za pomocą rzemienia na lewym policzku;
- Druga połowa XIV wieku: stosunkowo szybkie wypieranie kolczugi przez zbroję płytową, zapewniającą znacznie lepszą ochronę ciała rycerza
- XVII wiek: w Polsce nawrót do stosowania kolczugi (w dużej mierze dzięki wpływom wschodnim), która upowszechnia się zwłaszcza w chorągwiach jazdy pancernej (do XVIII wieku); jej poprzednia forma uległa niewielkim zmianom: rękawy zostały skrócone (do łokci), pozostało wycięcie z tyłu i z przodu umożliwiające dosiadanie konia, część tylna bywała skrócona względem przedniej.

Mimo znacznego postępu technologicznego pomysł wykorzystania kolczugi jako elementu ochronnego powrócił jeszcze w XX stuleciu. W 1920 roku w Polsce, w ramach 5 Pułku Ułanów sformowano pluton ułanów pancernych, w którym dwudziestu konnych wyposażono w kolczugi oraz hełmy typu francuskiego wz. 1915 „Adrian”.
Współcześnie tzw. plecionka kolcza stosowana jest jako element ubiorów ochronnych, np. w rzeźniach, jako rękawice ochronne do pracy przy piłach taśmowych oraz jako ochrona dla nurków przed rekinami. Istnieją również kamizelki kuloodporne wzmacniane kolczugą dla lepszej ochrony przed ciosami zadawanymi nożem. Niekiedy wykorzystywana jest również jako element zdobniczy. 